# Platystomatichthys sturio
Platystomatichthys sturio är en fiskart som först beskrevs av Kner, 1858.  Platystomatichthys sturio ingår i släktet Platystomatichthys och familjen Pimelodidae. Inga underarter finns listade i Catalogue of Life.